# Watkin Tudor Jones
Watkin Tudor Jones, conosciuto anche come Ninja (Johannesburg, 26 settembre 1974), è un rapper, produttore discografico e attore sudafricano.
Insieme a Yolandi Visser e DJ Hi-Tek fa parte del gruppo rap-rave sudafricano Die Antwoord. Ha anche fatto parte dei gruppi MaxNormal.TV e The Constructus Corporation.

## Biografia
Watkin è nato a Johannesburg nel 1974. Fino al 2002 è stato il frontman del gruppo MaxNormal.TV, e dal 2002 al 2003 ha fatto parte del gruppo The Constructus Corporation. Nel 2008 fonda il noto gruppo Die Antwoord assieme a Yolandi Visser, con cui aveva già collaborato nei due precedenti gruppi, ed a DJ Hi-Tek.
Watkin ha avuto da Yolandi una figlia di nome Sixteen, apparsa nel videoclip I Fink U Freeky. Quando parla della sua vita personale, Watkin tende spesso a contraddirsi: In un video ha detto che lui e Yolandi si conoscono da quand'erano bambini, cosa improbabile sia per il divario di età (dieci anni) sia perché lei è nata a Port Alfred. Risiedente a Città del Capo, oltre a cantare, dipinge murales e produce pupazzi.

## Discografia

### Con The Original Evergreen
- Puff The Magik (1995) singolo

### Da solista
- Memoirs of a Clone (2001)
- The Fantastic Kill (2005)

### Con Max Normal
- Songs From The Mall (2001)

### Con The Constructus Corporation
- The Ziggurat (2003)

### Con Fucknrad
- MC Totally Rad And DJ Fuck Are Fucknrad (2007)

### Con MaxNormal.TV
- Good Morning South Africa (2008)

### Con Die Antwoord
- $O$ (2009)
- 5 EP (2010)
- EKSTRA EP (2010)
- TEN$ION (2012)
- Donker Mag (2014)
- Suck On This: The Mixtape (2016)[7]
- Mount Ninji and Da Nice Time Kid (2016)
- House of Zef (2020)

## Filmografia
- Humandroid (2015): interpreta Ninja, un componente di una gang di ladri; nel film è affiancato da Yolandi[8].